# إشارات المرور في ألمانيا
إشارات المرور في ألمانيا أو «علامات السير في ألمانيا»، هي إشارات وعلامات موجودة في لافتات المرور على الطرق والطرق السيارة في ألمانيا، تسمى بالألمانية (Bildtafel der Verkehrszeichen in der Bundesrepublik Deutschland)(وتسمى بالإنجليزية "Road signs in Germany")، والتي تختصر عادةً بالحروف RVV 1990.
يتم نشر علامات الطريق الألمانية رسميا في (Straßenverkehrs-Ordnung) (دليل أنظمة المرور على الطرق) أو في Verkehrszeichenkatalog (دليل إشارات قانون السير).

## جدول عام
هذه إشارات المرور في جمهورية ألمانيا الاتحادية منذ عام 2009، إشارات المرور الرسمية الأكثر أهمية في ألمانيا. وتستند القائمة على إشارات المرور فهرس (VzKat 1992). وقد تم تنقيح هذا من قبل معهد أبحاث الطرق السريعة الاتحادية نظرا لأنظمة المرور التي أدخلت حديثا من 1 أبريل عام 2013.
العدد والأسماء تستند إلى المواصفات الرسمية.
جدولة مدونة إشارات المرور في ألمانيا هي كالتالي:
| Code | صنف أو نوع الإشارة المرورية                            |
| ---- | ------------------------------------------------------ |
| 100  | خطر                                                    |
| 200  | إلزامية                                                |
| 300  | إتجاهي                                                 |
| 400  | إتجاهي على شكل أسهم                                    |
| 600  | مرورية Circulation :(الأنوار، والاقماع والحواجز الخ..) |
| 1000 | لوحات إضافية (بالفرنسية Les panneaux additionnels)     |

## اللافتات التحذيرية
(بالإنجليزية Warning signs).
(بالألمانية Gefahrzeichen)

Gefahrstelle مكان خطر
Kreuzung oder Einmündung mit Vorfahrt von rechts تقاطع أوملتقى طريق مع فضلية المرور لليمين
انتباه! منحنى يساري (Kurve (Links
Kurve (Rechts) انتباه! منحنى يميني
انحناء ثنائي. بعد الانحناء الأول انحناء آخر يليه Doppelkurve
انحناء ثنائي. بعد الانحناء الأول انحناء آخر يليه Doppelkurve
Gefälle (4%)منحدر (4%) خطر نزول المنحدر خصوصا في الشتاء
Gefälle (4%) منحدر (4%) خطر نزول المنحدر خصوصا في الشتاء
Unebene Fahrbahn طريق وعرة/مطبات
Schleudergefahr bei Nässe oder Schmutz خطر انزلاق السيارة في حالة الرطوبة أو الشتاء
Seitenwind احذر رياح جانبية شديدة
Verengte Fahrbahn احذر أمامك تضيق من جهتين
Einseitig (rechts) verengte Fahrbahn الطريق على اليمين ينتهي قريبا. تحضير للذهاب إلى اليسار
Einseitig (links) verengte Fahrbahn الطريق على اليسار ينتهي قريبا. تحضير للذهاب إلى اليمين
Vorsicht Baustelle انتبه! موقع بناء
Stau خطر الازدحام
Gegenverkehr خطر قدوم سيارات من الاتجاه المعاكس
Lichtzeichenanlage / Ampel انتباه وجود اضواء التشوير صعبة الملاحظة
Fußgänger انتباه احتمالية مرور المشاة/الحد من السرعة والانتباه جيدا
Vorsicht Kinder حذر أمامك منطقة تواجد أطفال
Radfahrer kreuzen احذر أمامك دراجات هوائية
Wildwechsel احذر أمامك حيوانات برية
Kraftomnibus احذر امامك محطة حافلات
Unbeschrankter Bahnübergang احذر أمامك معبر قطار
Drei streifige Bake احذر أمامك معبر قطار على بعد 240 متر
Zwei streifige Bake احذر أمامك معبر قطار على بعد 160 متر
Ein streifige Bake احذر أمامك معبر قطار على بعد 80 متر

### علامات تحذير، لم تعد قائمة

High danger of glazed ice
Falling rocks from the left
Falling rocks from the right
loose chippings
Opening bridge
Quayside or river bank
Pedestrian crossing ahead
Cattle crossing
Low-flying aircraft

## اللافتات التنظيمية
بالإنجليزية (Regulatory signs)
بالألمانية (Vorschriftzeichen)

Andreaskreuz تقاطع سكة حديدة. يحب عليك التوقف إن كان القطار يقترب
Give priority to سكة حديد (with danger of تمديد كهربائي overhead)
Vorfahrt gewähren أولوية المرور للغير. يجب أن تعطي أفضلية المرور للطرف الآخر
Stop توقف. أفضلية المرور للغير.يجب أن تتوقف عند خط التوقف وتعطي أولوية المرور للغير.
Gegenverkehr Vorrang gewähren أفضلية المرور لحركة المرور القادمة.يجب عليك فسح المجال لحركة المرور القادمة بالاتجاه المعاكس لك.
Links انعطاف اجباري لليسار.يجب تشغيل الوامض الضوئي عند الانعطاف.
Rechts انعطاف اجباري لليمين.يجب تشغيل الوامض الضوئي عند الانعطاف.
Geradeaus اتجاه اجباري للقيادة بشكل مستقيم.يمكنك القيادة للأمام فقط..
Hier links اتجاه اجباري لليسار.يجب تشغيل الوامض الضوئي عند الانعطاف.
Geradeaus und linkss اتجاه اجباري للقيادة بشكل مستقيم أو إلى اليسار.
Hier rechts اتجاه اجباري لليمين.يجب تشغيل الوامض الضوئي عند الانعطاف.
Geradeaus und rechts اتجاه اجباري للقيادة بشكل مستقيم أو إلى اليمين.
Kreisverkehrاتجاه دائري اجباري يجب القيادة داخل الدوار واشغال الضوء الوامض عند الخروج منه
Einbahnstraße طريق ذو اتجاه واحد اجباري.يجب عليك القيادة فقط باتجاه اليسار في هذا الطريق.
Einbahnstraße طريق ذو اتجاه واحد اجباري.يجب عليك القيادة فقط باتجاه اليمين في هذا الطريق.
Rechts vorbei مرور إجباري باتجاه اليمين أي البقاء على الطرف اليميني
Seitenstreifen befahren يمكن استخدام المسار الموجود على أقصى اليمين كمسرب,يستخدم عادة في حالات الازدحام فقط لتوفير مساحة أكثر, أو عند التوقف الاضطراري.
Seitenstreifen befahren يمكن استخدام المسار الموجود على أقصى اليمين كمسرب,يستخدم عادة في حالات الازدحام فقط لتوفير مساحة أكثر, أو عند التوقف الاضطراري.
Seitenstreifen nicht mehr befahren لايمكن استخدام المسار الموجود على أقصى اليمين كمسرب أو للتوقف الاضطراري.
Seitenstreifen räumen إن كنت تقود على المسار الموجود على أقصى اليمين يجب عليك إخلاء وترك هذا المسرب والانعطاف إلى اليسار.
Haltestelle für Straßenbahnen und Linienbusse موقف لوسائل النقل العامة وحافلات المدارس لايمكنك التوقف هنا حتى ضمن 15 متر من الشاخصة
Taxenstand موقف سيارات الأجرة لايمكنك التوقف هنا, مخصص لسيارات الأجرة
Radweg مسار منفصل إجباري للدراجات الهوائية.
Reiter مسار منفصل, إجباري للأحصنة.
Fußgänger مسار منفصل, إجباري للمشاة.
Gemeinsamer Geh- und Radweg مسار مشترك للمشاة وراكبي الدراجات الهوائية, يمكن لأي منهما استخدام الطريق بالكامل
Getrennter Geh- und Radweg طريق منفصل للمشاة والدراجات الهوائية هنا يوجد مسار واحد للإثنين ولكن يجب التزام المشاة باليمين  والدراجات باليسار ويوجد خط فاصل بينهما
بداية طريق ومنطقة المشاة.
نهاية طريق ومنطقة المشاة.
بداية طريق منفصل للدراجات الهوائية.
نهاية طريق منفصل للدراجات الهوائية.
Verbot für Fahrzeuge aller Art ممنوع مرور كل أنواع المركبات.
Verbot für Kraftwagen und sonstige mehrspurige Kraftfahrzeuge ممنوع مرور السيارات والشاحنات يمكن مرور الدراجات النارية والمركبات التي لاتملك محرك
Verbot für Lastkraftwagen ممنوع مرور المركبات الكبيرة التي يزيد وزنها الإجمالي عن 2.4 طن، بما في ذلك المقطورات ومركبات الجر. ويستثنى منها السيارات الشخصية والحافلات.
Verbot für Radfahrer ممنوع مرور الدراجات الهوائية.
Verbot für Krafträder ممنوع مرور الدراجات النارية
Verbot für Reiter ممنوع مرور الخيل
Verbot für Fußgänger ممنوع مرور المشاة
Verbot für Krafträder sowie mehrspurige Kraftfahrzeuge ممنوع مرور المركبات ذات المحرك
Verbot für kenn¬zeichnungs-pflichtige Kraft¬fahr¬zeuge mit gefährlichen Gütern ممنوع مرور المركبات التي تحمل مواد خطيرة
Verbot für Fahrzeuge über angegebenem tatsächlichem Gewicht ممنوع مرور المركبات التي تزن أكثر من الوزن المشار إليه
Verbot für Fahrzeuge über der angegebenen tatsächlichen Achslast ممنوع مرور المركبات التي تزن حمولة محورها أكثر من الوزن المشار إليه
Verbot für Fahrzeuge über angegebene Breite einschließlich Ladung ممنوع مرور المركبات التي يزيد عرضها الإجمالي عن العرض المشار إليه
Verbot für Fahrzeuge über angegebener Höhe einschließlich Ladung ممنوع مرور المركبات التي يزيد ارتفاعها الإجمالي عن الارتفاع المشار إليه
Verbot für Fahrzeuge über angegebener Länge einschließlich Ladung ممنوع مرور المركبات التي يزيد طولها عن الطول المشار إليه
Verbot der Einfahrt ممنوع المرور بهذا الاتجاه
Schneeketten vorgeschrieben سلاسل ثلجية إلزامية وضع السلاسل الثلجية للعجلات إجباري في هذا الطريق
Verbot für Fahrzeuge mit Wassergefährdender Ladung حظر مرور المركبات التي تحمل مواد تلوث المياه
Verkehrsverbot zur Verminderung schädlicher Luftverunreinigungen (Umweltzone) ممنوع مرور المركبات للحد من تلوث الهواء (منطقة بيئية)
Wendeverbot ممنوع الالتفاف/ الدوران
Verbot des Fahrens unter angegebenem Mindestabstand ممنوع للمركبات التي يزيد وزنها عن 3.5 طن الاقتراب من بعضها البعض أقل من المسافة المشار إليها في اللافتة
Zulässige Höchstgeschwindigkeit السرعة القصوى. ممنوع القيادة أسرع من السرعة المحددة
Zone mit zulässiger Höchstgeschwindigkeit بداية منطقة تحديد السرعة/ ممنوع القيادة بسرعة أعلى من السرعة المحددة
Ende der Zone mit zulässige Höchstgeschwindigkeit نهاية منطقة تحديد السرعة/ ممنوع القيادة بسرعة أعلى من السرعة المحددة
Vorgeschriebene Mindestgeschwindigkeit الالتزام بالحد الأدنى للسرعة  [لغات أخرى]‏
Verkehrszeichen Vorschriftzeichen Überholverbot für alle Kraftfahrzeuge ممنوع تجاوز جميع أنواع المركبات
Überholverbot Kraftfahrzeuge über einer zulässigen Gesamtmasse über 3500 kg ممنوع تجاوز المركبات التي يزيد وزنها الإجمالي عن 3.5 طن بما في ذلك المقطورات ومركبات الجر. ويستثنى منها السيارات الشخصية والحافلات
Ende der zulässigen Höchstgeschwindigkeit نهاية حد السرعة القصوى
Ende der vorgeschriebene Mindestgeschwindigkeit نهاية الالتزام بالحد الأدنى للسرعة
Ende des Überhol¬verbotes für Kraft¬fahr¬zeuge aller Art نهاية منع تجاوز جميع أنواع المركبات
Ende des Überhol¬verbotes für Kraft¬fahr¬zeuge mit einem zuläs¬sigen Gesamt¬gewicht über 3500 kg نهاية منع تجاوز المركبات التي يزيد وزنها الإجمالي عن 3.5 طن بما في ذلك المقطورات ومركبات الجر. ويستثنى منها السيارات الشخصية والحافلات
Ende sämtlicher Streckenverbote نهاية كل ما يتعلق بحدود السرعة والتجاوز
Haltverbot ممنوع الركن والتوقف
Eingeschränktes Haltverbot ممنوع الركن يسمح التوقف 3 دقائق, ولتنزيل وتحميل البضاع
Ein¬ge¬schränktes Haltverbot für eine Zone بداية منطقة ممنوع الركن
Parking disc
Ende eines ein¬ge-schränkten Haltverbotes für eine Zone نهاية منطقة ممنوع الركن
معبر مشاة
Stop line
Lane or road boundary
One-sided lane boundary
Direction arrows (no stopping or parking allowed)
Advance notice arrow
Marking for barred area
Additional marking for an already existing no stopping or no parking area

## اللافتات الارشادية
(بالإنجليزية Information signs)
(بالألمانية Richtzeichen  )

Right of way at the next crossroads
Priority road
End of priority road
Priority over oncoming vehicles
Town sign: Start of urban area (50 km/h speed limit)
Town sign: End of urban area
إيقاف السيارات place
Start of Parking management area, only parking with parking disc or parking ticket
End of Parking management area
رصيف مشاة إيقاف السيارات for vehicles with a gross vehicle weight up to 2.8 metric tons
الإصطفاف والركوب
إيقاف السيارات for hikers
Home zone: Start of urban area (5 km/h speed limit, generally called walking speed)
End of home zone
نفق
عطل المركبة  [لغات أخرى]‏ bay
طريق سيار
طريق سريع (Motor vehicles capable of speeds exceeding 60 km/h only)
End of طريق سيار
End of طريق سريع
Motorway exit ahead
motorway-like road exit ahead
motorway exit
exit from motorway-like road
Dividing lines
Give way line
معبر مشاة
Water protection zone
Pedestrian underpass
Pedestrian crossing patrol
طريق مسدود
إسعاف أولي or مستشفى
ورشة تصليح سيارات
Telephone
Emergency telephone
محطة وقود
محطة وقود with غاز نفطي مسال
مركز شرطة
مخيم
مركز زوار  [لغات أخرى]‏
فندق
مطعم
Refreshments
Lavatory
Place name (information only, does not imply a الحد الأقصى للسرعة)
معالم جذب سياحي
Tourist route
Tourist sign referring to the former East-West German border
Soft حافة الطريق for heavy goods vehicles
مأصر for heavy lorries
مأصر
Stop - جمرك
Information at جمرك
إنارة الشوارع warning marker (lamp will not remain lit all night)

## علامات الإتجاه
علامات الإتجاه أو علامات الإتجاه الإرشادية (بالإنجليزية Direction signs)

طريق سريع number sign (35)
طريق سيار number sign (48)
طريق سيار exit number sign (26)
شبكة الطرق الأوروبية الدولية sign (E 36)
Signpost at junction leading onto a طريق سريع
Signpost at junction leading onto a minor road
Signpost at junction
Route for heavy goods vehicles
Route for heavy goods vehicles
Signpost at junction leading directly onto a طريق سيار
Signpost at junction
Sign on approaches to junctions
Sign on approach to junction (طريق سريع)
Street name sign
Sign on approaches to junctions
Sign on approaches to junctions (lanes)
طريق سيار junction sign
طريق سيار junction sign
Junction for ركوب الدراجات
طريق سيار مسافة sign to next exit
طريق سيار junction sign to استراحة (طرق)
طريق سيار junction sign
طريق سيار marker (300m before exit)
طريق سيار marker (200m before exit)
طريق سيار marker (100m before exit)
طريق سيار مسافة sign
تحويلة مرورية signpost
تحويلة مرورية sign (U3)
تحويلة مرورية sign
End of تحويلة مرورية
تحويلة مرورية route ahead
طريق سيار تحويلة مرورية
طريق سيار تحويلة مرورية ahead
تحويلة مرورية symbol
End of تحويلة مرورية (symbol)
Detouring onto opposite lane (in 200 m)
Complicated traffic touring (if turning left is forbidden)
End of lane

## علامات منطقة الأشغال
«علامات منطقة الأشغال» وتعني المناطق التي تعرف أشغال البناء والتجهيز، (بالإنجيزية Road equipment)

Barrier board
Guiding beacon
guide cone
moveable road barrier
moveable road barrier with flashing arrow
reflexion post (right-hand side)
reflexion post (left-hand side)
Right turn on red

## إشاراة إضافية
بالإنجليزية (Complementary plates)

On left
On left ahead
رصيف مشاة on left
On right
On right ahead
رصيف مشاة on right
Crossing road both ways
Going parallel to road
مرافق منفصلة للدراجات crossing road
مرافق منفصلة للدراجات running parallel to road
For 800 m
For 3 km
Priority route at junction
Priority route at junction
Priority route at junction
Priority route at junction
Priority route at junction
Priority route at junction
Priority route at junction
Priority route at junction
Priority route at junction
Priority route at junction
100 m ahead
Stop 100 m ahead
200 m ahead
400 m ahead
600 m ahead
in 2 km
Late merge in 200m
Ends in ...m
تسرب نفطي
دخان (كيمياء)
Loose chippings
إنشاء site exit
Shaded road, risk of concealed hazards
Risk of accident
Migratory علجوم crossing
Narrowed clearance by شجرةs
Risk of جليد
Spillage on road
Right of way changed
Traffic routing changed
Industrial area (قطارs have priority)
ميناء area (قطارs have priority)
Children allowed to play in road
Skiers allowed to cross road
مقطورة can park here without the usual two week temporal parking restriction
Caravans can park here without the usual two week temporal parking restriction
Information about motorail for lorries
Start of restriction
End of restriction
ركوب الدراجات dismount
No دراجة ناريةs/دراجة نارية صغيرةs
Green wave at ...km/h
Stop here on red
Pass over حافة الطريق
End of passing over حافة الطريق
نفق category B
نفق category C
نفق category D
نفق category E
Disabled with permit No. ... allowed
Cyclists and residents allowed
Residents only
Residents and إيقاف السيارات only
Residents with permit No. ... allowed
Cycles allowed
دراجة نارية صغيرةs allowed
دراجة ناريةs and دراجة نارية صغيرةs allowed
Cars allowed
Cars with مقطورة allowed
Goods vehicles، حافلةes and cars allowed
Lorries with مقطورة allowed
ناقلات (توضيح)es allowed
قطارs allowed
ترامs allowed
Slow vehicles (under 25 km/h) allowed
سيارة أجرةs allowed
دراجة ناريةs allowed
Regular scheduled حافلةes allowed
سيارة الطوارئs allowed
سيارة إسعافs allowed
Delivery vehicles allowed
Agricultural vehicles allowed
آلة حصاد الأشجار allowed
Agricultural and آلة حصاد الأشجار vehicles allowed
Operational and utility vehicles allowed
مركبة كهربائيةs while محطة شحن allowed
مركبة كهربائيةs allowed
معدات ثقيلة allowed
Access to إنشاء site allowed
Access to neighbouring إنشاء site allowed
Access to ... allowed
عبارة (مركب) users allowed
Skiers crossing road at times shown
At times shown
At times shown
Parking with disc for 2 hours
Parking with disc in marked zone for 2 hours
أيام العمل
أيام العمل at times shown
أيام العمل at times shown
الاثنين-الجمعة, at times shown
الثلاثاءs, الخميسs and الجمعةs, at times shown
الأحد (يوم)s and عطلة رسميةs, at times shown
حافلة مدرسية (at times shown)
إيقاف السيارات allowed at نهاية الأسبوع (عطلة)s
Disabled users only
Disabled with permit No. ... only
Residents with permit No. ... only
دراجة ناريةs and دراجة نارية صغيرةs only
دراجة ناريةs only
Cars only
Cars with مقطورة only
Goods vehicles، حافلةes and cars only
Goods vehicles with مقطورة only
HGVs only
HGVs and lorries with مقطورة only
ناقلات (توضيح)es only
سيارة عيشs only
قطارs only
ترامs only
Slow vehicles (under 25 km/h) only
Slow vehicles allowed to pass
Military vehicles only
Goods vehicles، حافلةes and cars with مقطورةs only
Taxi stand
Number of سيارة أجرةs
مركبة كهربائيةs being charged (with number)
مركبة كهربائيةs (with number)
Section where vehicles carrying مادة خطرة are prohibited
Section where vehicles carrying مادة خطرة are prohibited
Only with إيقاف السيارات ticket
Toll ticket
Weight (7.5 tons)
When wet
No إيقاف السيارات on حافة الطريق
On the حافة الطريق
إيقاف السيارات allowed in marked area
Mode of transport
Hazardous road for cars with caravans/مقطورة
For ركوب الدراجات and moped riders
Grit on road

## تعديلات في بعض إشارات المرور
في 1 أبريل 2013 أعلنت وزارة النقل الاتحادية ضم نسخة منقحة من التعديل لتدخل حيز التنفيذ.

## وصلات خارجية
- فيديو.. إشارات المرور في ألمانيا لا تصيبك بالملل
- Straßenverkehrsordnung (StVO), gültig seit 1. April 2013
- Verkehrszeichen und Symbole zum Herunterladen bei der Bundesanstalt für Straßenwesen
- Der erläuterte Verkehrszeichenkatalog mit Verwaltungsvorschrift
- Verkehrszeichen online (inklusive Änderungen seit 1. April 2013) (PDF; 2,0 MB)
- Übersicht über alte und neue Verkehrszeichen (Änderung zum 1. September 2009); www.rsa-95.de unter web.archive.org, abgerufen am 14. Juli 2015